# Жарчин (Куявсько-Поморське воєводство)
Жарчин (пол. Żarczyn) — село в Польщі, у гміні Кциня Накельського повіту Куявсько-Поморського воєводства.
Населення — 220 осіб (2011).
У 1975-1998 роках село належало до Бидгощського воєводства.

## Демографія
Демографічна структура станом на 31 березня 2011 року:
|          | Загалом | Допрацездатний вік | Працездатний вік | Постпрацездатний вік |
| -------- | ------- | ------------------ | ---------------- | -------------------- |
| Чоловіки | 115     | 26                 | 76               | 13                   |
| Жінки    | 105     | 21                 | 56               | 28                   |
| Разом    | 220     | 47                 | 132              | 41                   |